# Attenti al raffreddore!
Attenti al raffreddore! (Cold War) è un film del 1951 diretto da Jack Kinney. È un cortometraggio animato della serie Goofy realizzato, in Technicolor, dalla Walt Disney Productions e uscito negli Stati Uniti il 27 aprile 1951. Il cortometraggio segna la prima apparizione dell'alter ego di Pippo George Geef.

## Trama
Mentre lavora in ufficio, George apre la finestra per cambiare l'aria, ma fa atterrare sul suo naso il virus del raffreddore. George prende quindi il raffreddore e il capoufficio gli dice di andare via. Tornato a casa, dopo aver scoperto che la moglie è andata a giocare a bridge, George cerca di ingoiare una pastiglia per il raffreddore, ma ogni volta che lui ci prova, essa continua a uscirgli, fino a che non cade nello scarico del lavandino. In seguito, mentre George sta con i piedi immersi in una bacinella con acqua calda, torna a casa la moglie, che lo manda a letto e gli somministra numerosi farmaci, riuscendo a farlo guarire. Due settimane dopo, George torna a lavorare in ufficio, ma apre di nuovo la finestra, prendendosi il raffreddore per la seconda volta.

## Distribuzione

### Edizioni home video

#### VHS
- Pippo nel pallone (gennaio 1988)[1]

#### DVD
Il cortometraggio è incluso nel DVD Walt Disney Treasures: Pippo, la collezione completa.